# Port lotniczy Ma’an
Port lotniczy Ma’an – port lotniczy położony w mieście Ma’an. Jest czwartym co do wielkości portem lotniczym w Jordanii. Używany jest przez armię jordańską.